# O Viajante
O Viajante é um filme brasileiro de 1999 dirigido por Paulo César Saraceni, baseado no romance homônimo e inacabado de Lúcio Cardoso, organizado por Octávio de Faria após a morte do autor e completa a "Trilogia da Paixão" iniciada por, Porto das Caixas de 1962 e A Casa Assassinada de 1971. 
Em novembro de 2015 o filme entrou na lista feita pela Associação Brasileira de Críticos de Cinema (Abraccine) dos 100 melhores filmes brasileiros de todos os tempos.

## Sinopse
A história do filme concentra-se em um caxeiro viajante (Jairo Mattos) que chega em uma pequena cidade de Minas Gerais. Lá ele seduz a amarga Donana de Lara (Marília Pêra), uma viúva rica e amarga, e Sinhá (Leandra Leal), uma pobre e virginal. Paralelamente, esses dois romances caminham por diferentes concepções de luz e música, até alcançarem um final comum, onde a morte aparece como uma metáfora para a libertação dos impulsos sexuais dos envolvidos.

## Elenco
- Marília Pêra .... Donana de Lara
- Jairo Mattos .... Rafael
- Nelson Dantas .... Mestre Juca
- Leandra Leal .... Sinhá
- Myriam Pérsia .... Isaura
- Ricardo Graça Mello .... Zeca
- Paulo Cesar Pereio .... Chico Herrera
- Ana Maria Nascimento e Silva .... Anita
- Irma Álvarez .... Rosália da Luz
- Roberto Bonfim ...Delegado
- Fausto Wolff ...Viajante cantor
- André Valli .... Zé Almino
- Leina Krespi ...Vizinha
- Priscila Camargo ...Vizinha
- Milton Nascimento ...Tocador/Cantor do Realejo
- Cláudia Mauro ...Irmã
- Adele Fátima ...Prostituta
- Maria Pompeu ...Mulher do Farmacêutico
- Esperança Motta ...Donana (jovem)
- Sergio Saraceni ...Juiz
- José Loyola...Sacristão
- Hileana Meneses ...Inácia
- Heloisa Helena Silvano Mendes
- Marcela Moura ...Prostituta
- Geraldo Magalhães...Jogador
- Celia & Celma ...Cantoras

## Produção
As filmagens ocorreram nos municípios mineiros de Senador Firmino, Ubá e Rio Pomba. Uma das músicas da Trilha-sonora é de autoria de Tom Jobim e foi composta especialmente para o filme. Recebendo tratamento orquestral de seu filho, Paulo Jobim, e de Sérgio Guilherme Saraceni. O ator André Di Mauro trabalhou no filme como assistente de direção de Paulo César Saraceni.[carece de fontes?]